# Ванесса Вебб
Ванесса Вебб (англ. Vanessa Webb; нар. 24 січня 1976) — колишня канадська тенісистка.
Найвищу одиночну позицію світового рейтингу — 107 місце досягла 7 серпня 2000, парну — 95 місце — 17 липня 2000 року.
Здобула 10 одиночних та 25 парних титулів туру ITF.
Найвищим досягненням на турнірах Великого шолома було 2 коло в одиночному та парному розрядах.
Завершила кар'єру 2003 року.

## Фінали турнірів WTA

### Парний розряд: 1 (поразка)
| Легенда                       |
| ----------------------------- |
| Турніри Великого шолома (0–0) |
| Tier I (0–0)                  |
| Tier II (0–0)                 |
| Tier III, IV & V (0–1)        |

| Фінали за покриттям |
| ------------------- |
| Тверде (0–1)        |
| Трава (0–0)         |
| Ґрунт (0–0)         |
| Килим (0–0)         |

| Результат | W–L | Дата     | Турнір                                     | Рівень   | Покриття | Партнерка    | Суперниці                       | Рахунок     |
| --------- | --- | -------- | ------------------------------------------ | -------- | -------- | ------------ | ------------------------------- | ----------- |
| Поразка   | 0–1 | Лис 2000 | Commonwealth Bank Tennis Classic, Малайзія | Tier III | Тверде   | Лізель Губер | Генрієта Надьова Сільвія Плішке | 4–6, 6–7(4) |

## Фінали ITF

### Одиночний розряд: 16 (10–6)
| турніри $50,000 |
| турніри $25,000 |
| турніри $10,000 |

| Результат | Ранг | Дата              | Місце                        | Покриття | Суперниця           | Рахунок            |
| --------- | ---- | ----------------- | ---------------------------- | -------- | ------------------- | ------------------ |
| Поразка   | 1.   | 11 липня 1994     | ITF Фрінтон, Велика Британія | Трава    | Ширлі-Енн Сіддалл   | 4–6, 6–7(5)        |
| Перемога  | 2.   | 3 червня 1996     | ITF Лоренсвілл, США          | Тверде   | Ліхіні Веерасурія   | 6–1, 6–3           |
| Поразка   | 3.   | 24 червня 1996    | ITF Медісон, США             | Тверде   | Ніно Луарсабішвілі  | 6–1, 1–6, 2–6      |
| Перемога  | 4.   | 7 липня 1996      | ITF Вільямсбург, США         | Тверде   | Стефані Мейбрі      | 6–1, 6–2           |
| Перемога  | 5.   | 21 червня 1998    | ITF Маунт-Плезант, США       | Тверде   | Дін Дін             | 4–6, 7–6, 6–2      |
| Перемога  | 6.   | 28 червня 1998    | ITF Монреаль, Канада         | Тверде   | Рената Колбовіч     | 6–3, 6–4           |
| Поразка   | 7.   | 22 листопада 1998 | ITF Порт-Пірі, Австралія     | Тверде   | Карін Міллер        | 2–6, 6–7           |
| Перемога  | 8.   | 21 червня 1999    | ITF Маунт-Плезант, США       | Тверде   | Дженніфер Гопкінс   | 6–2, 5–7, 6–3      |
| Перемога  | 9.   | 30 серпня 1999    | ITF Уїскілукан, Мексика      | Тверде   | Мірка Федерер       | 1–6, 6–4, 7–6      |
| Поразка   | 10.  | 4 жовтня 1996     | ITF Саґа, Японія             | Трава    | Тамарін Танасугарн  | 3–6, 3–6           |
| Поразка   | 11.  | 16 липня 2000     | ITF Вінніпег, Канада         | Тверде   | Крістіна Крашевскі  | 3–6, 6–3, 6–7      |
| Перемога  | 12.  | 29 жовтня 2000    | ITF Сеул, Південна Корея     | Тверде   | Марлен Вайнгартнер  | 4–2, 5–3, 1–4, 5–3 |
| Поразка   | 13.  | 15 липня 2001     | ITF Колледж-Парк, США        | Тверде   | Сара Тейлор         | 4–6, 4–6           |
| Перемога  | 14.  | 20 січня 2002     | ITF Гейнсвілл, США           | Тверде   | Тіффані Дабек       | 6–4, 6–0           |
| Перемога  | 15.  | 8 травня 2002     | ITF Фукуока, Японія          | Трава    | Чон Мі Ра           | 6–0, 6–4           |
| Перемога  | 16.  | 7 квітня 2003     | ITF Коацакоалькос, Мексика   | Ґрунт    | Марія Елена Камерін | 6–3, 6–7, 7–6      |

### Парний розряд: 37 (25–12)
| Результат | Ранг | Дата              | Турнір                       | Покриття   | Партнерка        | Суперниці                             | Рахунок          |
| --------- | ---- | ----------------- | ---------------------------- | ---------- | ---------------- | ------------------------------------- | ---------------- |
| Перемога  | 1.   | 30 серпня 1992    | ITF Керетаро, Мексика        | Тверде     | Рената Колбовіч  | Лусіла Бесерра Шочітль Ескобедо       | 6–3, 6–2         |
| Поразка   | 2.   | 6 вересня 1992    | ITF Толука, Мексика          | Тверде     | Рената Колбовіч  | Лусіла Бесерра Шочітль Ескобедо       | 6–7, 7–6, 5–7    |
| Поразка   | 3.   | 16 травня 1993    | ITF Леон, Мексика            | Ґрунт      | Рената Колбовіч  | Мелані Бернард Керолайн Ділайл        | 6–3, 3–6, 1–6    |
| Поразка   | 4.   | 26 червня 1993    | ITF Роаноук, США             | Тверде     | Марезе Жубер     | Суґіяма Ай Сасано Йосіко              | 4–6, 3–6         |
| Перемога  | 5.   | 2 серпня 1993     | ITF Норфолк, США             | Тверде     | Сенді Шуріфонґ   | Майя Авотінс Ліза Макші               | 7–6, 6–4         |
| Перемога  | 6.   | 18 жовтня 1993    | ITF Седона, США              | Тверде     | Сенді Шуріфонґ   | Джессіка Еммонс Керолайн Кулмен       | 6–4, 7–6(5)      |
| Перемога  | 7.   | 15 листопада 1993 | ITF Порт-Пірі, Австралія     | Тверде     | Ліза Макші       | Тіна Кріжан Ева Мартінцова            | 7–6(5), 6–3      |
| Поразка   | 8.   | 10 жовтня 1994    | ITF Седона, США              | Тверде     | Сенді Шуріфонґ   | Шеннен Маккарті Джулі Стівен          | 3–6, 3–6         |
| Перемога  | 9.   | 12 грудня 1994    | ITF Mildura, Франція         | Трава      | Катрін Танв'є    | Кетрін Берклей Луїс Флемінг           | 7–6(4), 4–6, 6–3 |
| Поразка   | 10.  | 24 липня 1995     | ITF Солсбері, США            | Тверде     | Сенді Шуріфонґ   | Шеннен Маккарті Джулі Стівен          | 3–6, 2–6         |
| Перемога  | 11.  | 9 червня 1996     | ITF Лоренсвілл, США          | Тверде     | Аманда Огастус   | Ребекка Єнсен Крістін Курт            | 7–6(5), 3–6, 6–4 |
| Перемога  | 12.  | 30 червня 1996    | ITF Мава, США                | Тверде     | Аманда Огастус   | Джекі Мо Вікі Пейнтер                 | 6–2, 6–4         |
| Поразка   | 13.  | 19 січня 1997     | ITF Делрей-Біч, США          | Тверде     | Пем Нелсон       | Ребекка Єнсен Кері Фебус              | 7–6(4), 2–6, 2–6 |
| Перемога  | 14.  | 9 червня 1997     | ITF Гілтон-Гед, США          | Тверде     | Сенді Шуріфонґ   | Нікола Кайвай Ґей Макманус            | 6–1, 6–3         |
| Перемога  | 15.  | 14 червня 1998    | ITF Гілтон-Гед, США          | Тверде     | Сенді Шуріфонґ   | Голлі Паркінсон Трейсі Алмеда-Сінгіан | 6–2, 7–6(4)      |
| Перемога  | 16.  | 21 червня 1998    | ITF Маунт-Плезант, США       | Тверде     | Кері Фебус       | Адрія Енґел Карін Пальме              | 6–2, 6–1         |
| Перемога  | 17.  | 28 червня 1998    | ITF Монреаль, Канада         | Тверде     | Рената Колбовіч  | Мелані Маруа Катрін Раммо             | 6–3, 6–1         |
| Поразка   | 18.  | 26 липня 1998     | ITF Пічтрі-Сіті, США         | Тверде     | Кері Фебус       | Жулі Пуллен Лорна Вудрофф             | 6–3, 2–6, 4–6    |
| Перемога  | 19.  | 2 серпня 1998     | ITF Вінніпег, Канада         | Тверде     | Кері Фебус       | Рената Колбовіч Жулі Пуллен           | 4–6, 6–4, 7–6    |
| Поразка   | 20.  | 15 листопада 1998 | ITF Бендіго, Австралія       | Тверде     | Дон Бут          | Кетрін Берклей Керрі-Енн Г'юз         | 7–6, 3–6, 1–6    |
| Перемога  | 21.  | 29 листопада 1998 | ITF Нуріоотпа, Австралія     | Тверде     | Деніелл Джонс    | Кетрін Берклей Труді Мусгрейв         | 6–3, 7–5         |
| Перемога  | 22.  | 7 червня 1999     | ITF Гілтон-Гед, США          | Тверде     | Дон Бут          | Венді Фікс Ліндсей Лі-Вотерс          | 6–2, 4–6, 6–3    |
| Перемога  | 23.  | 11 липня 1999     | ITF Едмонтон, Канада         | Тверде     | Дон Бут          | Кірстін Фрає Рената Колбовіч          | 6–3, 6–2         |
| Перемога  | 24.  | 18 липня 1999     | ITF Мава, США                | Тверде     | Дон Бут          | Сандра Качіч Карін Міллер             | 6–4, 6–3         |
| Перемога  | 25.  | 9 жовтня 1999     | ITF Саґа, Японія             | Трава      | Кетрін Берклей   | Kim Eun-ha Петра Рампре               | 6–7, 6–3, 6–2    |
| Перемога  | 26.  | 9 липня 2000      | ITF Лос-Гатос, США           | Тверде     | Джанет Лі        | Сандра Качіч Рената Колбовіч          | 6–4, 6–1         |
| Перемога  | 27.  | 16 липня 2000     | ITF Вінніпег, Канада         | Тверде     | Рената Колбовіч  | Кірстін Фрає Тонґ Ка-по               | 6–1, 6–4         |
| Перемога  | 28.  | 8 липня 2001      | ITF Лос-Гатос, США           | Тверде     | Дон Бут          | Такемура Рьоко Йосіда Юка             | 6–2, 7–6         |
| Поразка   | 29.  | 15 липня 2001     | ITF Колледж-Парк, США        | Тверде     | Дон Бут          | Нана Міяґі Ліза Макші                 | 1–6, 4–6         |
| Поразка   | 30.  | 22 липня 2001     | ITF Мава, США                | Тверде     | Дон Бут          | Нана Міяґі Ліза Макші                 | 1–6, 6–3, 2–6    |
| Поразка   | 31.  | 4 серпня 2001     | ITF Ванкувер, Канада         | Тверде     | Петра Рампре     | Еріка Делоун Рената Колбовіч          | 6–2, 4–6, 4–6    |
| Перемога  | 32.  | 8 січня 2002      | ITF Таллахассі, США          | Тверде     | Джессіка Ленгофф | Івана Абрамович Джакелін Трейл        | 6–4, 6–3         |
| Перемога  | 33.  | 20 січня 2002     | ITF Гейнсвілл, США           | Тверде     | Петра Рампре     | Бо Джонс Анжела Жгуна                 | 6–3, 5–7, 6–4    |
| Перемога  | 34.  | 13 травня 2002    | ITF Щецин, Польща            | Ґрунт      | Мілагрос Секера  | Ольга Виметалкова Габріела Хмелінова  | 6–7(5), 7–5, 6–3 |
| Перемога  | 35.  | 7 липня 2002      | ITF Лос-Гатос, США           | Тверде     | Терін Ешлі       | Такемура Рьоко Йосіда Юка             | 6–3, 6–4         |
| Перемога  | 36.  | 8 жовтня 2002     | ITF Кардіфф, Велика Британія | Тверде (i) | Маріон Бартолі   | Маріана Діас-Оліва Жулі Пуллен        | 6–4, 6–2         |
| Поразка   | 37.  | 11 листопада 2002 | ITF Мехіко, Мексика          | Ґрунт      | Тіна Герголд     | Ольга Виметалкова Габріела Хмелінова  | 6–3, 3–6, 4–6    |